# Maiden Rock (thị trấn), Wisconsin
Maiden Rock là một thị trấn thuộc quận Pierce, tiểu bang Wisconsin, Hoa Kỳ. Năm 2010, dân số của thị trấn này là 581 người.